# Scottish League Cup 1996/97
Der Scottish League Cup wurde 1996/97 zum 51. Mal ausgespielt. Der schottische Ligapokal, der offiziell als Coca-Cola League Cup ausgetragen wurde, endete mit dem Finale am 24. November 1996. Am Wettbewerb nahmen die Vereine der Scottish Football League und Scottish Premier League teil. Wurde ein Duell nach 90 Minuten plus Verlängerung nicht entschieden, kam es zum Elfmeterschießen. Den Titel sicherten sich die Glasgow Rangers im Finale gegen Heart of Midlothian mit 4:3.

## 1. Runde
|                       | Ergebnis  |                    |
| --------------------- | --------- | ------------------ |
| Albion Rovers         | 4:0       | FC Arbroath        |
| Ayr United            | 5:2       | FC Livingston      |
| Brechin City          | 3:0       | FC Montrose        |
| FC Clyde              | 1:0 n. V. | Inverness CT       |
| FC Cowdenbeath        | 1:2       | Forfar Athletic    |
| FC East Stirlingshire | 1:3       | Alloa Athletic     |
| FC Queen’s Park       | 3:1 n. V. | Ross County        |
| FC Stranraer          | 2:0       | Queen of the South |

## 2. Runde
|                     | Ergebnis              |                      |
| ------------------- | --------------------- | -------------------- |
| Airdrieonians FC    | 3:2 n. V.             | Raith Rovers         |
| Brechin City        | 0:2                   | Hibernian Edinburgh  |
| FC Clyde            | 1:3                   | Celtic Glasgow       |
| FC Clydebank        | 0:3                   | Glasgow Rangers      |
| FC Dundee           | 2:1                   | FC Dumbarton         |
| FC East Fife        | 1:5                   | FC St. Johnstone     |
| FC Falkirk          | 2:3                   | Albion Rovers        |
| Greenock Morton     | ?:? n. V. (4:3 i. E.) | Hamilton Academical  |
| Heart of Midlothian | ?:? n. V. (5:4 i. E.) | FC Stenhousemuir     |
| FC Kilmarnock       | 0:1                   | Ayr United           |
| FC Motherwell       | ?:? n. V. (2:4 i. E.) | Alloa Athletic       |
| Partick Thistle     | 3:0                   | Forfar Athletic      |
| FC Queen’s Park     | 0:2                   | FC Aberdeen          |
| FC St. Mirren       | 4:0                   | Berwick Rangers      |
| Stirling Albion     | 1:2                   | Dundee United        |
| FC Stranraer        | 1:2                   | Dunfermline Athletic |

## 3. Runde
|                      | Ergebnis              |                     |
| -------------------- | --------------------- | ------------------- |
| Albion Rovers        | 0:2                   | Hibernian Edinburgh |
| Dundee United        | ?:? n. V. (2:4 i. E.) | FC Dundee           |
| Greenock Morton      | 3:7 n. V.             | FC Aberdeen         |
| Partick Thistle      | 1:0                   | Airdrieonians FC    |
| FC St. Johnstone     | 1:3 n. V.             | Heart of Midlothian |
| Alloa Athletic       | 1:5                   | Celtic Glasgow      |
| Dunfermline Athletic | 3:1                   | FC St. Mirren       |
| Glasgow Rangers      | 3:1                   | Ayr United          |

## Viertelfinale
|                      | Ergebnis  |                     |
| -------------------- | --------- | ------------------- |
| Heart of Midlothian  | 1:0 n. V. | Celtic Glasgow      |
| FC Dundee            | 2:1       | FC Aberdeen         |
| Dunfermline Athletic | 2:0       | Partick Thistle     |
| Glasgow Rangers      | 4:0       | Hibernian Edinburgh |

## Halbfinale
|                      | Ergebnis |                 |
| -------------------- | -------- | --------------- |
| Heart of Midlothian  | 3:1      | FC Dundee       |
| Dunfermline Athletic | 1:6      | Glasgow Rangers |

## Finale
| Glasgow Rangers                            | Glasgow Rangers | Heart of Midlothian | Heart of Midlothian |
| ------------------------------------------ | --- | --- | ------------------- |
| Glasgow Rangers                            | \| 24. November 1996 in Glasgow (Celtic Park) \| \| Ergebnis: 4:3 (2:1) \| \| Zuschauer: 48.559 \| \| Schiedsrichter: Hugh Dallas \|                                                                                 | \| 24. November 1996 in Glasgow (Celtic Park) \| \| Ergebnis: 4:3 (2:1) \| \| Zuschauer: 48.559 \| \| Schiedsrichter: Hugh Dallas \|                                                                              | Heart of Midlothian |
| Glasgow Rangers                            | Andy Goram – Alex Cleland (46. David Robertson), Craig Moore, Richard Gough, Gordan Petrić, Joachim Björklund – Charlie Miller, Paul Gascoigne, Jörg Albertz – Brian Laudrup, Ally McCoist Cheftrainer: Walter Smith | Gilles Rousset – David Weir, Neil Pointon, Paul Ritchie, Pasquale Bruno – Gary Mackay, Stéphane Paille (78. Darren Beckford), Steve Fulton, Colin Cameron, Neil McCann, John Robertson Cheftrainer: Jim Jefferies | Heart of Midlothian |
| Glasgow Rangers                            | 1:0 Ally McCoist (11.) 2:0 Ally McCoist (27.) 3:2 Paul Gascoigne (64.) 4:2 Paul Gascoigne (66.) | 2:1 Steve Fulton (44.) 2:2 John Robertson (59.) 4:3 David Weir (90.) | Heart of Midlothian |
| Glasgow Rangers                            | Craig Moore, Gordan Petrić, Joachim Björklund, Charlie Miller, Brian Laudrup | Pasquale Bruno | Heart of Midlothian |
| 24. November 1996 in Glasgow (Celtic Park) | | |                     |
| Ergebnis: 4:3 (2:1)                        | | |                     |
| Zuschauer: 48.559                          | | |                     |
| Schiedsrichter: Hugh Dallas                | | |                     |